# Großsteingrab Bismark
Das Großsteingrab Bismark war eine megalithische Grabanlage der jungsteinzeitlichen Tiefstichkeramikkultur bei Bismark im Landkreis Stendal, Sachsen-Anhalt. Die Anlage wurde 1838 zerstört, konnte zuvor aber noch untersucht werden. Der Flurname „das Steinbett“ deutet auf ein mögliches zweites Großsteingrab bei Bismark hin.

## Lage
Die genaue Lage des Grabes ist nicht überliefert. Vermerkt ist lediglich, dass es nahe bei Bismark lag.

## Beschreibung
Das Grab wurde im Frühling 1838 durch den Ratmann Genthe abgetragen. Nach seiner kurzen Beschreibung besaß es ein Hünenbett, das eine wahrscheinlich recht kleine Kammer umschloss. Der große Deckstein fehlte bei der Abtragung des Grabes bereits. Angaben zur Ausrichtung und zu den Maßen der Anlage sind nicht überliefert. Der genaue Grabtyp lässt sich nicht mehr bestimmen.
Knochenreste wurden nicht entdeckt. Bei den gefundenen Grabbeigaben handelte es sich um ein Keramikgefäß, zwei Feuerstein-Beile und eine Axt aus geschliffener Hornblende. Das Gefäß wurde bei seiner Entdeckung von den Arbeitern zerschlagen und seine Scherben nicht aufbewahrt. Die Beile und die Axt befinden sich heute in der Sammlung des Johann-Friedrich-Danneil-Museums in Salzwedel.

Feuerstein-Beile und Axt aus dem Großsteingrab Bismark
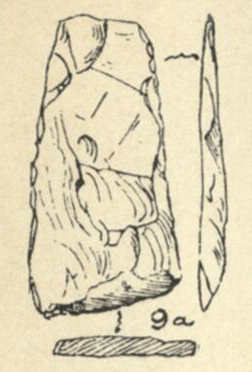
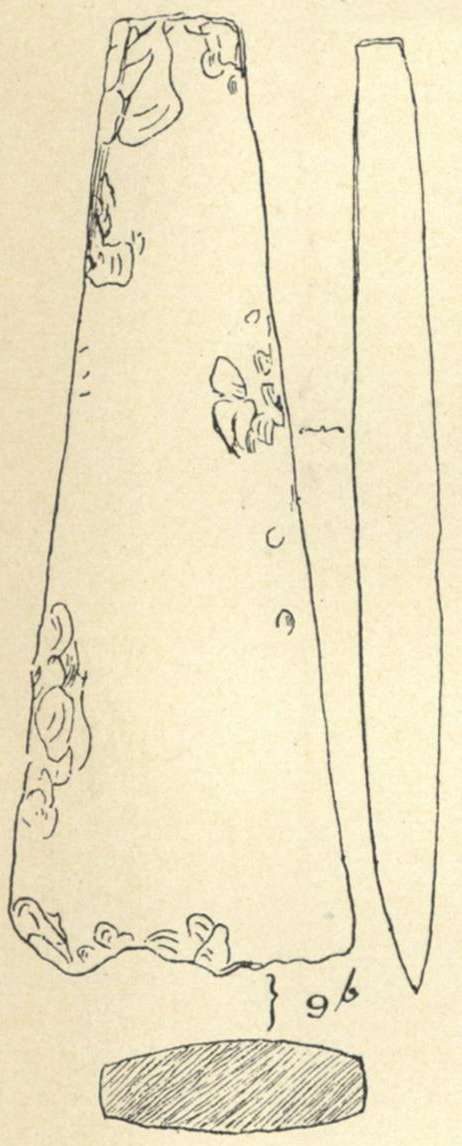
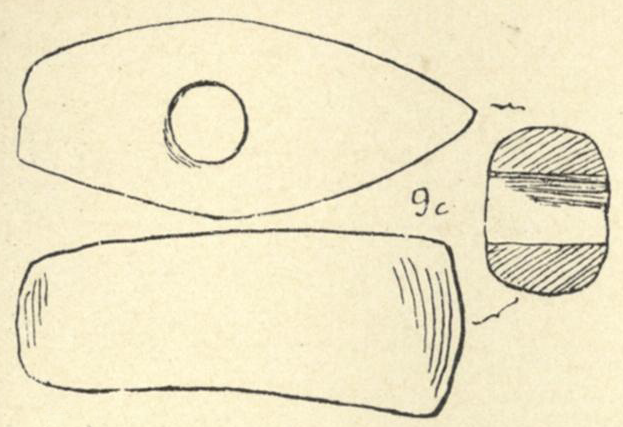